# Tears Never Dry
Tears Never Dry är en sång av Stephen Simmonds, utgiven som singel 1997. Sången är en duett med Lisa Nilsson. "Tears Never Dry" nådde Trackslistans första plats i april 1997.
"Tears Never Dry" förekommer i den svenska dramafilmen 9 millimeter från 1997.

## Låtlista
1. "Tears Never Dry (Radio Edit)" – 3:58
2. "Tears Never Dry (Strings & Vocals)" – 5:04
3. "Tears Never Dry ("Isaiah 5:20")" – 3:43
4. "One" – 3:01